# Nueva Esparta
Nueva Esparta (hiszp. Estado Nueva Esparta) to jeden z 23 stanów Wenezueli. Obejmuje wyspę Margarita i pobliskie mniejsze wyspy (Coche, Cubagua) i wysepki.
Stolicą stanu jest miasto La Asunción.
Nueva Esparta ma powierzchnię 1150 km² (w 1975 było to 11,2 tys. km²), w 2011 roku stan zamieszkiwało 491 630 osób. Dla porównania, w 1970 było ich 91,1 tys.
W stanie Nueva Esparta uprawiana jest głównie trzcina cukrowa, tytoń, kukurydza oraz bawełna. Występuje rybołówstwo i połów pereł. Przemysł spożywczy. Wydobywany jest magnezyt. Region turystyczny.
Znajdują się tu Park Narodowy Laguna de La Restinga i Park Narodowy Cerro El Copey-Jóvito Villalba.

## Gminy i ich siedziby
1. Antolín del Campo (Plaza Paraguachi)
2. Arismendi (La Asunción)
3. Díaz (San Juan Bautista)
4. García (El Valle del Espíritu Santo)
5. Gómez (Santa Ana)
6. Maneiro (Pampatar)
7. Marcano (Juan Griego)
8. Mariño (Porlamar)
9. Península de Macanao (Boca del Río)

Mapa stanu Nueva Esparta

10. Tubores (Punta de Piedras)
11. Villalba (San Pedro de Coche)